# Isérables
Isérables es una comuna suiza del cantón del Valais, situada en el distrito de Conthey. Limita al este y sureste con la comuna de Nendaz, y al suroeste y oeste con Riddes. Sólo en los años 70 se hizo una carretera construida desde el valle hasta Isérables.